# Raffaele Petrucci
Raffaele Petrucci (ur. w 1472 w Sienie, zm. 11 grudnia 1522 w Rzymie) – włoski kardynał.

## Życiorys
Urodził się w 1472 roku w Sienie, jako syn Giacoppa Petrucciego. W młodości został kanonikiem kapituły katedralnej w Sienie i protonotariuszem apostolskim. 4 sierpnia 1497 roku został biskupem Grosseto. Miał dwóch synów: Eustachia i Pietra. W latach 1513–1516 był prefektem Zamku Świętego Anioła, a w okresie 1519–1520 – administratorem apostolskim Bertinoro. 1 lipca 1517 roku został kreowany kardynałem prezbiterem i otrzymał kościół tytularny S. Susanna. Trzy lata później został biskupem Sovany. Zmarł 11 grudnia 1522 roku w Rzymie.